# Richard Baxter (theoloog)

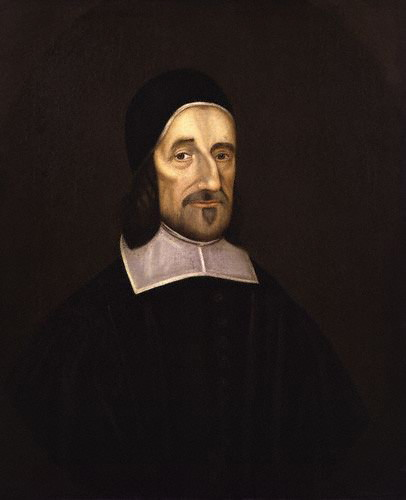
Richard Baxter (1670)

Richard Baxter (12 november 1615 - 8 december 1691) was een Engelse puriteinse kerkleider, dichter, hymnoloog, theoloog en polemist.

## Leven
Hij werd in 1638 gewijd tot diaken en 1641 werd hij verbonden aan de gemeente te Kidderminster. Over zijn tijd in Kidderminster schrijft Baxter: “toen ik daar voor het eerst kwam was er ongeveer één gezin per straat dat God diende en Zijn naam aanriep. Maar toen ik er wegging was er niet meer dan één gezin in een hele straat dat dat niet deed.”
Van 1642 tot 1645 was hij geestelijk verzorger in het leger. Met deze laatste functie moest hij in 1647 stoppen in verband met een ziekte. Baxter had altijd een slechte gezondheid, waar halverwege zijn leven nog een depressie bij kwam.
In 1647 wordt hij weer aan zijn eerste gemeente verbonden. Hij bleef er tot 1661. In 1662 werd hij samen met een groot aantal puriteinse predikanten afgezet. Ruim 21 maanden zat hij gevangen, maar dat was een vruchtbare tijd voor zijn theologische werk.
Hij was een van de invloedrijkste leiders van de non-conformisten. Zijn opvattingen over rechtvaardiging en heiligmaking zijn enigszins controversieel in de calvinistische traditie, omdat men hem verdacht van arminianisme. In 1656 verschijnt er een boek van hem met de titel The Reformed Pastor. Hierin gaat het niet om "de gereformeerde pastor", het boek is namelijk vooral een pleidooi voor de geestelijke vernieuwing van het pastoraat. Het uitgangspunt vond hij in Handelingen 20:28. James Packer noemt Baxter een pseudo-anglicaan omdat hij met tegenzin non-conformist was.

## Theologie
Volgens de Apeldoornse emeritus-hoogleraar Arie Baars wilde Baxter heel bewust een middenpositie innemen tussen de remonstranten en de calvinistische orthodoxie van zijn dagen. Zo leerde hij bijvoorbeeld: “Christus stierf voor alle mensen om voor hen vergeving en behoud te verwerven, op voorwaarde dat zij zich zouden bekeren en geloven; vervolgens stierf hij voor de uitverkorenen om aan hen het geloof en de bekering zelf ook werkelijk te schenken.”
Tijdens zijn leven voerde Baxter een verbeten pennestrijd met de bekende puritein John Owen, die Baxters visie op een aantal punten volstrekt afwijst. In Nederland waarschuwde Jacobus Koelman tegen ongezonde stellingen en uitdrukkingen, waarmede Baxters geschriften volgens Koelman bezaaid zijn. Opmerkelijk is dat jaren na deze waarschuwing Koelman verschillende werken van Baxter vertaalde in het Nederlands. Blijkbaar komen de "ongezonde uitdrukkingen" daarin niet voor.